# 람리섬 전투
람리섬 전투는 제2차 세계 대전 기간 1945년 1월부터 2월까지 버마 전역 1945년 남부 전선의 영국 XV 군단의 공세 작전 중 일어난 전투이다. 버마 해안의 시트웨에서 약 70km 떨어진 지점에 있는 람리섬은 1942년 초 버마 남부를 점령하면서 같이 일본 제국 육군이 점령하고 있었다. 1945년 1월, 연합국은 버마 본토 공세작전을 수행하며 보급 문제를 해결하기 위한 공군기지 건설을 위해 람리섬 및 체두바섬을 장악하기로 결정한다.
이 전투는 일본군이 섬 내륙 맹그로브 지역에 서식하는 바다악어떼의 공격을 받은 것으로 유명하지만 사실은 지어낸 이야기이다. 기네스 세계 기록에는 이 전투를 "세계 최악의 바다악어 공격 사건" 및 "가장 많은 사망자가 발생한 바다악어 공격 사건"으로 기재는 하였으나, 후속 연구가 이루어지면서 역사학자 및 과학자들은 바다악어 공격 사실은 없었다는 결론을 내린 상태이다.

## 배경
시트웨를 장악한 헨리 챔버스 지휘 하의 제26 인도인 보병사단은 약 70km 떨어져 있는 지점의 길이 50km, 폭 20km의 람리섬이 비행장을 세우기에 적당한 평지 섬임을 알고 점령하기로 결정한다. 작전 계획은 윌리엄 슬림 지휘하의 제 14군이 임팔과 아가르탈라 공군기지의 작전범위를 벗어나는 1월 2일 시작했다. 이 기간 동안에는 치타공에서 재배치를 하면서 아크얍과 람리섬의 공군기지가 필요한 상황이였다. 1월 14일에는 제 26 인도인 보병사단이 1월 21일 람리섬을 공격하기로 결정했으며, 3 코만도 여단의 영국 해병대는 체두바섬을 점령하였다.
람리섬을 지키고 있는 일본군은 제54사단 아래의 제 121 보병 연대 II대대로, 포병부대 및 공병부대를 독립부대로 가지고 있었다.

## 작전 시작
람리섬 전투는 람리섬 북쪽 끝의 전략적 항구인 카야크푸와 시트웨에서 헌터 만 쪽으로 건너는 항구 근처의 항공기지를 점령하는 상륙작전인 마타도르 작전으로 시작하였다. 이 공격은 3명의 합동공격사령관인 제독 부시 RN, 소장 시릴 로맥스, 공군 중령 H. 스미스가 맡았다. 1945년 1월 14일에는 일본군이 람리섬에 상륙할 해안을 내려다보는 산의 동굴에 대포를 배치한 것을 발견하고 영국 해군은 전함 HMS 퀸 엘리자베스, 호위항공모함 HMS 아메르, 경순양함 HMS 포에베, 구축함 레피드, 나페르, 노르만, 페스파인더, 슬루프 플라밍고, RIN 키스트나 등을 대동하여 상륙시 화력지원을 하기로 하였다. 1월 21일, 준장 R. C. 코터렐힐이 지휘하는 제71 인도인 보병여단이 람리섬에 상륙하기 1시간 전에는 HMS 퀸 엘리자베스의 15인치 주포 69문이 화력공세를 하면서 동시에 HMS 아메르에서 이륙한 항공기들이 폭격하기 시작했다. 포에베도 해안 포격을 같이 했으며, 영국 공군 제3전술항공군 지휘하의 영국 공군 제224 항공전대의 B-24, B-25, P-47이 해안 폭격과 기관총 사격을 진행했다.

## 전투 진행

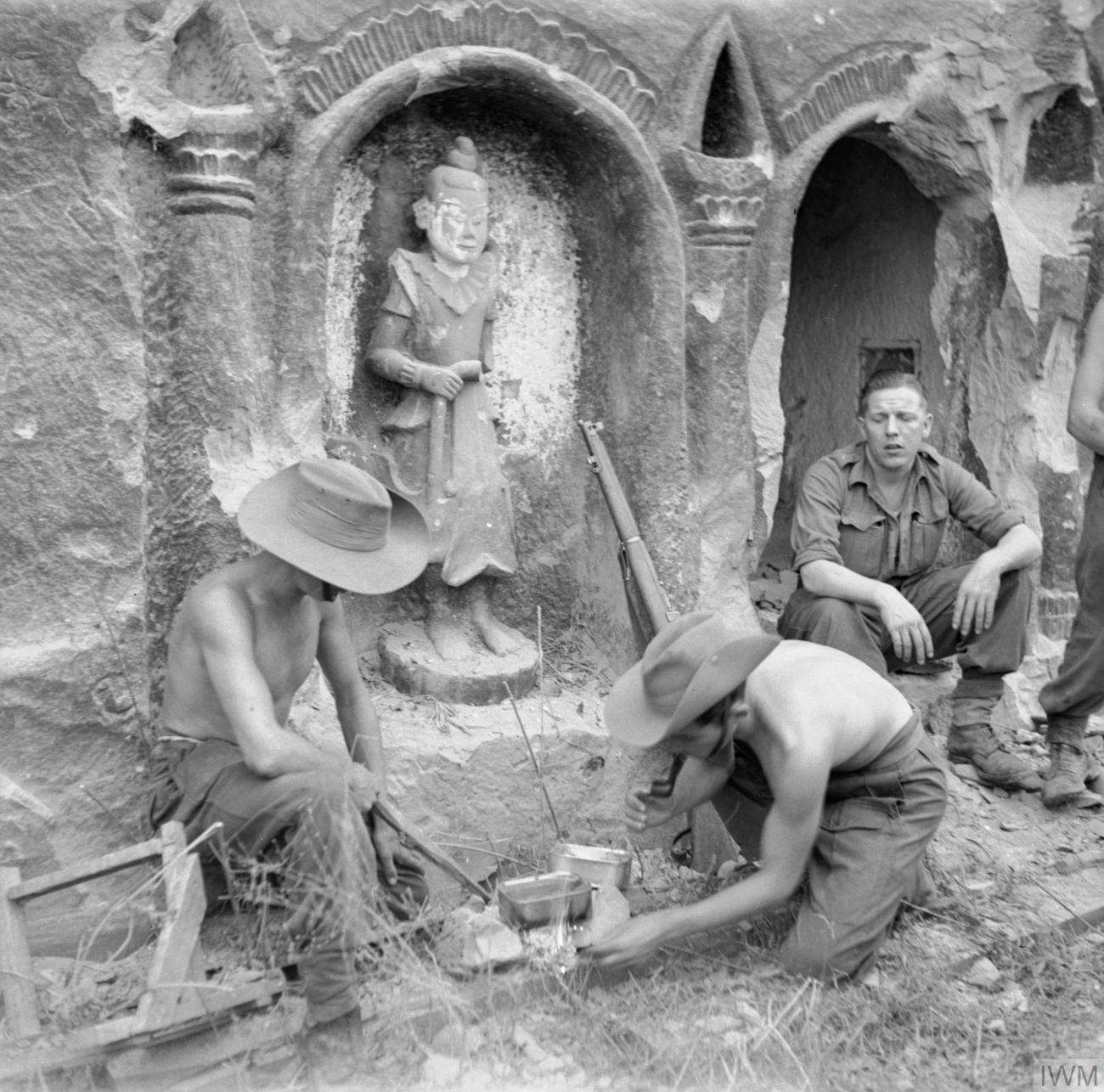
제26 인도인 보병사단의 윌트셔 보병연대 군인이 람리섬의 한 사원 앞에서 식사를 준비하고 있다.

모터보트와 상륙정이 지뢰 공격을 받아 돌격부대가 약간 늦어졌으나, 오전 9시 42분에는 캬야크푸 서쪽 해변에 상륙하였으며 오후 들어서는 교두보를 확보하였다. 다음 날에는 준장 J. F. R. 포먼이 이끄는 제4 인도인 보병여단이 상륙하여 교두보를 장악하고 카야크푸 전역을 점령했으며 1월 23일에는 71 인도인 보병여단이 서쪽 해안을 따라 남서쪽으로 전진했다. 이틀 후에는 먀인을 점령했으며, 다음 날에는 얌부크 차웅에 도달했다. 차웅에서 저항을 하고 있던 일본군 II 대대는 121 연대에게 증원을 받았으며 1월 31일엔 71 여단이 섬 북동쪽 샤인으로 이동한 후 남쪽 람리를 점령하라는 명령을 받았다. 제4여단은 암부크 차웅에서 계속 수비하고 있다가 압박을 받고 물러났다.
1월 26일에는 산키 작전으로 영국 해병대가 람리섬에서 10km 떨어진 체두바섬에 상륙하는 동안, 람리섬에서는 일본군이 방어를 계속했으나 결국 2월 1일 71 여단은 사네에 도달하였고, 36 인도인 보병여단의 일부는 사구쿠윤 섬에 상륙했으며 해병대는 체두바 섬을 완전 점령했다. 영국군이 일본군의 거점을 측면포위하면서 900명의 일본군은 기지를 포기하고 섬을 건너 일본군 본진과 합류하기로 하였다. 일본군의 후퇴경로에는 내륙 맹그로브 숲을 16km 통과해야 하는 길로 움직일 때 매우 힘들었으며, 영국군은 주변 지역을 포위하였다. 깊은 진흙탕에 갇혀버린 일본군은 곧 열대병이 퍼졌고 전갈, 열대 모기, 바다악어 등에게 죽기 시작했다.
2월 7일, 71 여단은 전차 지원을 받으며 람리 마을에 도착했으며 그곳에서 일본군 저항세력과 맞닿았다. 4 여단은 나웅차웅에 진군하여 동부로 증원군을 보내고 2월 9일에는 마을 전체를 점령했다. 영국 해군과 36사단은 동쪽의 작은 해협인 차웅 지역을 봉쇄하여 일본군이 육지로 후퇴하는 것을 막기로 했다. 2월 11일에는 일본 공군의 공습으로 구축함 한척이 대파하였고, 육지에서는 일본군이 생존자를 구출하기 위해 소형 함정 40척을 보냈다. 2월 17일에는 일본군의 저항이 사라졌으나 연합군은 2월 22일까지 섬을 봉쇄하며 구조선 다수를 침몰시켰으며 맹그로브에 숨어 있던 일본군에게 사상을 입혔다. 일본군의 구출작전으로 도망치는 데 성공한 병력은 500명이였다. 체두바섬의 주둔군은 없었으며, 제22 동아프리카 여단이 람리섬 주둔군으로 파견되었다.

## 여파

### 분석
1965년, 영국의 공식 역사가 우드번 커비는 일본군의 섬 방어와 "어려운 상황"에서 500명을 탈출시킨 것을 보고 용기있는 행동이였다고 평가한다. 4월 1일 시트웨 지역에서 사용하기 시작하면서 4월 16일까지 수송기 출격에 비행장을 사용했다. 람리섬을 신속하게 장악하는 것은 랑군을 목표로 한 드라큘라 작전을 몬순 직전인 5월 첫주 안에 마무리짓기 위해 중요하였다. 차웅과 아르칸 해안에서 펼친 제26 인도인 보병사단과 해군의 합동작전을 시행한 경험을 통해 버마 전역에서의 작전에 도움을 주기도 하였다. 1월 14일부터 3월 13일까지 해군이 시트웨, 람리, 체두바 지상 작전에 화력 지원을 하기 위해 사용한 포탄은 약 23,000개 정도이다. 여기에 해군은 지상작전 지원을 위해 병력 54,000명, 차량 1,000대, 보급품 14,000 롱톤, 동물 800마리도 수송하였다.

### 악어 공격 논란

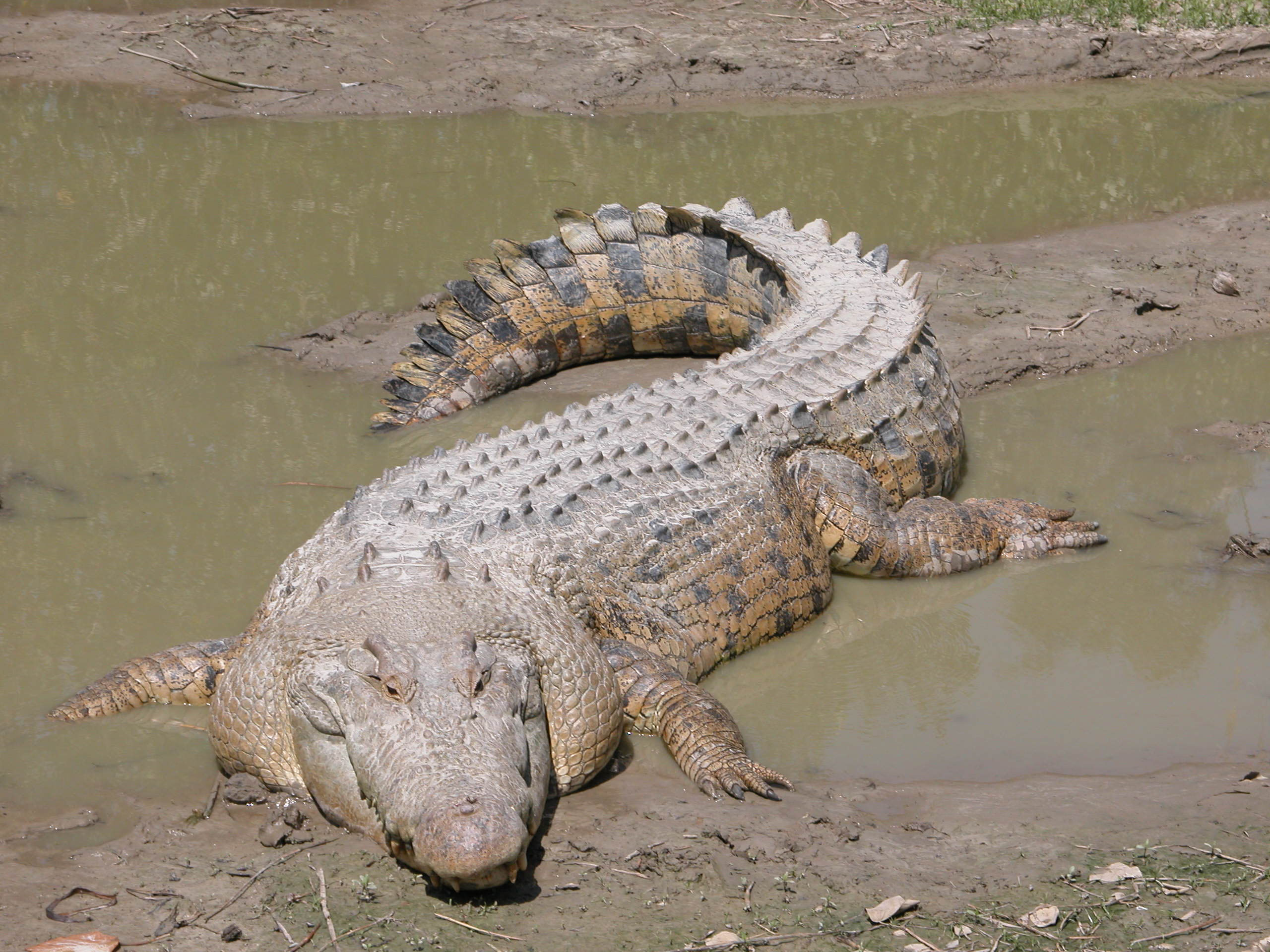
바다악어의 모습

부르스 스탠리 브라이트와 같은 전투에 참여한 일부 영국군 병사는 한밤 중에 맹그로브 숲에 갇힌 일본군 병사들이 그 지역에서 서식하는 수많은 바다악어에게 공격당해 많은 병사들이 먹혔다고 주장하고 있다. 브라이트는 1962년 저술한 "가깝고도 먼 야생 스캐치"(Wildlife Sketches Near and Far)라는 책에서 프랭크 맥린에게 다음과 같이 증언했다.
[1945년 2월 19일의] 그날 밤은 모터보트의 승무원 그 누구도 겪어보지 못했던 가장 무서운 밤이였다. 음산하고 어두운 늪 속에서 소총 소리와 함께 거대한 파충류의 턱에 짓눌리는 사람들의 비명소리가 퍼지고, 악어들이 움직이는 흐릿한 소리들이 땅 밑에서 불협화음을 내며 나오고 있었다. 새벽에는 악어가 뜯어먹고 남은 시체를 먹기 위해 독수리들이 몰려왔다. ... 람리섬 늪지대에는 약 1000여명의 일본군이 들어갔지만, 살아남은 일본군은 단 20명이였다.— Wright

만약 브라이트의 주장이 사실이라면 람리섬의 사건은 역사상 최악의 악어 공격에 속한다. 영국의 버마 스타 협회에서는 늪 공격 이야기에 신빙성은 있으나 한 번의 공격에 900명 가량의 일본군이 몰살당하고 20명만 살아남았다는 이야기는 과장이라고 보고 있다. 여기에 영국군의 군사 보고서, 일본군의 증언 기록, 버마 람리섬 지역의 주민 증언 등 모든 보고서 및 증언에서 악어 공격 이야기는 나오지 않았다. 악어 공격을 언급한 신뢰 가능한 문헌은 브라이트의 저서에서 나온 기록밖에 없으며, 대부분의 역사학자들은 허구의 사건이며 도시전설일 뿐이라고 브라이트를 비판한다. 브라이트의 기록에 대해 프랭크 맥린은 다음과 같이 말하고 있다.
무엇보다도 생물학적 문제가 하나 존재한다. 정글(도시)전설에서와 같이 '악어 수천마리'가 나타나 사람들을 학살하고 다녔다면 그전에는 악어들이 어떻게 살았으며 그 후에도 어떻게 계속 살아남았는가? 맹그로브 습지 생태계 내에서는 포유류는 극히 소수만이 서식 가능하며, 설사 동물의 개체수 과잉과 아사 법칙을 제외하고 생각하더라도 일본군이 오기 전에 그렇게 많은 수의 악어는 절대로 서식하지 못했을 것이다.— 프랭크 맥린

1965년 편찬한 영국 공식 역사서(4판, The Reconquest of Burma)에서는 단순히 "악어들이 득실한 맹그로브가 있었다"라고만 언급되어 있다.

## 참고 문헌
- Allen, Louis (1984년). 《Burma: The Longest War》. London: Dent Paperbacks. ISBN 0-460-02474-4.
- Kynaston, Nick, 편집. (1998년). 《The Guinness 1999 Book of Records》. Guinness Publishing. ISBN 0-85112-070-9.
- McLynn, Frank (2011년). 《The Burma Campaign: Disaster Into Triumph, 1942–45》. Yale University Press. ISBN 978-0-300-17162-4.
- Platt, S. G.; Ko, W. K.; Khaing, L. L.; Rainwater, T. R. (2001년). BL shelfmark: 4300.326000. “Man Eating by Estuarine Crocodiles: The Ramree Island Massacre Revisited”. 《Herpetological Bulletin》. British Library Serials (75). 209068329.
- Russell, Alan, 편집. (1987년). 《The Guinness Book of Records 1988》. Guinness Books. ISBN 0-85112-873-4.
- St G. Saunders, H. (1975년) [1954]. 《Royal Air Force 1939–45: The Fight is Won》 III repr.판. London: HMSO. ISBN 0-11-771594-8. 2015년 12월 13일에 확인함.
- Woodburn Kirby, Major-General S. (2004년) [1st. pub. HMSO:1965].  Butler, Sir James, 편집. 《The War Against Japan: The Reconquest of Burma》. History of the Second World War, United Kingdom Military Series IV. Uckfield: Naval & Military Press. ISBN 1-845740-63-7.

## 추가 자료
- Wright, B. S. (1962년). 《Wildlife Sketches: Near and Far》. Fredericton, NB: Brunswick Press. OCLC 8099292.